# رابرت تومبز
رابرت تومبز (به انگلیسی: Robert Toombs) سناتور سابق عضو حزب ویگ بود. وی در سال ۱۸۵۳ تا ۱۸۶۱ میلادی سناتور ایالت جورجیا در سنای ایالات متحده آمریکا بود.